# John Curry (konståkare)
John Anthony Curry, född 9 september 1949 i Birmingham, död 15 april 1994 i Binton, var en brittisk konståkare.
Han blev olympisk guldmedaljör i konståkning vid vinterspelen 1976 i Innsbruck.